# Xangdé
Xangdé o "Changdé" (en xinès 常德市), anomenada en temps antics com a Wuling i Dingzhou, és una ciutat-prefectura de la província de Hunan, a la República Popular de la Xina. Situada a la costa del riu Yuan. Limita al nord amb la província de Hubei, al sud i est amb Yiyang i a l'oest amb Zhangjiajie. La seva àrea és de 18.189 km² i la seva població és de 5,7 milions d'habitants.
L'àrea ha sigut habitada pels éssers humans des de fa 8.000 anys aproximadament. En aquell temps, la ciutat ha canviat de nombroses vegades, però tha sigut coneguda com a Xangdé des del segle xii. La ciutat és famosa per la Batalla de Xangdé durant la Segona Guerra sinojaponesa (1937-1945) i les atrocitats comeses llavors per l'Armada Imperial Japonesa.
A l'última dècada, la ciutat ha tingut un gran auge de construcció massiu. Es van aixecar nous gratacels, es van reconstruir carrateres i es van obrir noves escoles, parcs i museus. Els locals i els turistes visiten sovint el Mur de la Poesia de Xangdé, cobert amb una varietat de poemes majoritàriament provinents de l'Antiga Xina. El mur s'estén uns 3 quilometres (1.9 mi) al llarg del Riu Yuan en el centre de la ciutat i funciona com a mur d'inundació. És troba a la llista del Llibre Guinness com el mur més llarg wall amb arts gravats del món.

## Història

### Prehistòria
Xangdé és coneguda pels seus nombrosos llocs paleolítics i neolítics, que fins ara se n'han descobert uns 500. Al 1984 van ser descoberts assentaments al comtat Li,que forma part de Xangdé. Al 1988, al Pengtoushan es va excavar donant lloc a la identificació de la "Cultura de Pengtoushan". El lloc conté l'evidència més antiga d'un poblat establert a la Xina. Una investigació arqueològica del 2011 suggereix que un assentament anomenat Shanlonggang, que forma part de la civilització Pengtoushan, podria conrear l'arròs fa 8.000-9.000 anys, convertint-lo en el possible lloc de naixement del cultiu d'arròs.

### Història antiga
En els temps històrics va ser també el centre des del qual els governs controlaven les tribus de muntanya de l'oest de Hunan. Un comtat, anomenat "Linyuan", es va establir allí al segle ii aC.
A la Dinastia Han l'àrea es deia "Comtat de Wuling". En la dinastia Sui, es va cridar Langzhou. Durant la dinastia Song, es deia Dingcheng. En la dinastia Tang (618-907) es va convertir en la capital de la prefectura de Lang. Al 1117, es va establir el comtat de Xangdé, i al voltant de 1165, es va establir la prefectura superior de Xangdé. El nom de Xangdé s'ha utilitzat sempre des de llavors per anomenar la ciutat.
Aquest estatus es va mantenir fins al 1912, quan la prefectura superior va ser abolida i la ciutat es va convertir en la capital del comtat.

### Seglexixi principis del XX
A finals del segle xix, Xangdé es va convertir en un pròsper centre comercial i el principal mercat central agrícola de la conca del riu Yuan. Moltes empreses xineses, i després del 1905, quan es va obrir també al comerç internacional, també van mantenir sucursals per comprar arròs, cotó, oli tung, i fusta, de manera que la influència econòmica de Xangdé va arribar al nord de Guizhou, al sud-oest de Hubei i parts de la província del sud-est de Sichuan. Els comerciants del barri del Taho de la ciutat controlaven gran part de l'economia del nord-oest de Hunan i, a principis del segle xx, Xangdé era la segona ciutat de Hunan, després de Changsha.

### Batalla de Xangdé

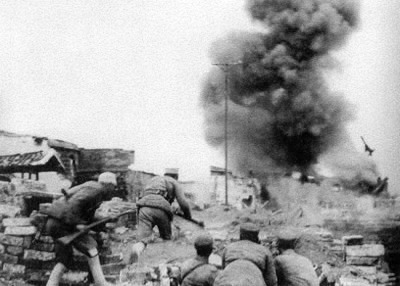
Soldats xinesos defensant Xangdé

A la Batalla de Xangdé de 1943, l'Armada Nacional Revolucionària de la Kuomintang va intentar aturar la invasió de les tropes imperials del Japó després de completar la invasió de Sichuan. Frustrat, el costat japonès va atacar amb armament químic per aclarir el seu camí.
Durant els judicis de crims de guerra de Khabarovsk, es va presentar una prova de les operacions per contaminar l'àrea amb la pesta bubònica, tan aviat com al 1941 i 1942.

### República Popular
Encara que el domini comercial de les empreses de Xangdé va desaparèixer amb l'arribada del govern comunista de 1949, la ciutat va romandre com un important centre de comerç, amb la majoria de la població compromesa en el comerç o el transport.
Al 1975, Xangdé va ser afectat pel Tifó Nina.

### Clima
Té un clima subtropical humit d'influència monzònica, amb hiverns freds i humits i estius calorosos i humitsn(Köppen Cfa). L'hivern comença relativament sec, però no és assolellat i es torna progressivament amortidor i ennuvolat; la primavera porta freqüents precipitacions i els nivells d'humitat més elevats de l'any. L'estiu és assolellat, en comparació, mentre que la tardor és una mica seca. La temperatura mitjana mensual de les 24 hores oscil·la entre els 4,7 °C (40,5 °F) de gener a 28,6 °C (83,5 °F) al juliol, mentre que la mitjana anual és de 16,92 °C (62,5 °F). La precipitació anual és d'uns 1.320 mm. Amb un percentatge mensual de sol que va del 22% al febrer i del març al 53% al juliol, la ciutat rep 1.602 hores de la brillor del Sol anualment.
| Paràmetres climàtics mitjans de Changde (1971–2000) | Paràmetres climàtics mitjans de Changde (1971–2000) | Paràmetres climàtics mitjans de Changde (1971–2000) | Paràmetres climàtics mitjans de Changde (1971–2000) | Paràmetres climàtics mitjans de Changde (1971–2000) | Paràmetres climàtics mitjans de Changde (1971–2000) | Paràmetres climàtics mitjans de Changde (1971–2000) | Paràmetres climàtics mitjans de Changde (1971–2000) | Paràmetres climàtics mitjans de Changde (1971–2000) | Paràmetres climàtics mitjans de Changde (1971–2000) | Paràmetres climàtics mitjans de Changde (1971–2000) | Paràmetres climàtics mitjans de Changde (1971–2000) | Paràmetres climàtics mitjans de Changde (1971–2000) | Paràmetres climàtics mitjans de Changde (1971–2000) |
| Mes                                                 | Gen.                                                | Feb.                                                | Mar.                                                | Abr.                                                | Mai.                                                | Jun.                                                | Jul.                                                | Ago.                                                | Set.                                                | Oct.                                                | Nov.                                                | Des.                                                | Anual                                               |
| --------------------------------------------------- | --------------------------------------------------- | --------------------------------------------------- | --------------------------------------------------- | --------------------------------------------------- | --------------------------------------------------- | --------------------------------------------------- | --------------------------------------------------- | --------------------------------------------------- | --------------------------------------------------- | --------------------------------------------------- | --------------------------------------------------- | --------------------------------------------------- | --------------------------------------------------- |
| Font: China Meteorological Administration           |                                                     |                                                     |                                                     |                                                     |                                                     |                                                     |                                                     |                                                     |                                                     |                                                     |                                                     |                                                     |                                                     |

## Divisions administratives
L'executiu municipal, la legislatura i el tribunal judicial es troba al districte de Wuling, juntament amb la seu del partit comunista de la ciutat i el gabinet de la seguretat pública xinesa. Wuling es troba a la riba esquerra del riu Yuan. A l'altra banda de Wuling es troba el centre administratiu districte de Dingcheng.
La ciutat-prefectura de Xangdé supervisa dos districtes, una ciutat del comtat i sis comtats:
| Map | Map     | Map                                      | Map       | Map                      | Map        | Map               | Map                      |
| --- | ------- | ---------------------------------------- | --------- | ------------------------ | ---------- | ----------------- | ------------------------ |
| Wuling District Dingcheng District Anxiang County Hanshou County Li County, Hunan Linli County Taoyuan County, Hunan Shimen County Jinshi City |         |                                          |           |                          |            |                   |                          |
| Name | Chinese | Administrative seat                      | Post code | Population (2010 census) | Area (km²) | Density (per km²) | Population (2000 census) |
| Urban Districts |         |                                          |           |                          |            |                   |                          |
| Wuling District | 武陵区  | Nanping Subdistrict (南坪街道)           | 415000    | 620,973                  | 412        | 2,084             | 509,940                  |
| Dingcheng District | 鼎城区  | Hongyun Subdistrict (红云街道)           | 415100    | 837,563                  | 2340       | 342               | 836,799                  |
| County-level City |         |                                          |           |                          |            |                   |                          |
| Jinshi City | 津市市  | Xianyang Street Subdistrict (襄阳街街道) | 415400    | 251,064                  | 556        | 450               | 243,242                  |
| Counties |         |                                          |           |                          |            |                   |                          |
| Shimen County | 石门县  | Chujiang Town (楚江镇)                   | 415300    | 599,475                  | 3970       | 151               | 673,435                  |
| Li County | 澧县    | Liyang Town (澧阳镇)                     | 415500    | 827,021                  | 2075       | 399               | 824,902                  |
| Linli County | 临澧县  | Anfu Town (安福镇)                       | 415200    | 401,071                  | 1204       | 333               | 411,971                  |
| Anxiang County | 安乡县  | Shenliu Town (深柳镇)                    | 415600    | 525,619                  | 1086       | 484               | 543,602                  |
| Hanshou County | 汉寿县  | Longyang Town (龙阳镇)                   | 415900    | 799,497                  | 2091       | 383               | 764,213                  |
| Taoyuan County | 桃源县  | Zhangjiang Town (漳江镇)                 | 415700    | 854,935                  | 4442       | 192               | 932,77                   |

## Economia
El tabac és la indústria més important de Xangdé.